# Вашца
Вашца (словен. Vašca) је насељено место у општини Церкље на Горењскем, Горењска регија, Словенија.

## Историја
До територијалне реорганизације у Словенији била су у саставу старе општине Крањ.

## Становништво
У попису становништва из 2011. године, Вашца је имала 78 становника.
| Број становника према пописима | Број становника према пописима | Број становника према пописима |
| ------------------------------ | ------------------------------ | ------------------------------ |
| 1991                           | 2002                           | 2011                           |
| 68                             | 68                             | 78                             |